# Nevill Mott
Nevill Francis Mott (Leeds, 30 september 1905 – Milton Keynes, 8 augustus 1996) was een Brits natuurkundige. Hij won in 1977 de Nobelprijs voor de Natuurkunde, samen met Philip Anderson en John van Vleck voor hun fundamentele theoretische onderzoek naar de elektronische structuur van magnetische en ongeordende systemen.
Tijdens zijn carrière heeft Nevill Mott aan een groot aantal onderwerpen gewerkt uit (met name) de vastestoffysica. Zijn speciale interesse had daarbij de overgang van elektrisch geleidende naar elektrisch isolerende eigenschappen van een materiaal. In dit verband toonde Mott bijvoorbeeld aan dat de wisselwerkingen tussen de ladingdragers in een kristallijn materiaal het transport van deze ladingdragers kan hinderen of zelfs helemaal kan blokkeren doordat een (nagenoeg) volledig gevulde en een (nagenoeg) lege energieband ontstaan die gescheiden worden door een gap (verboden energiezone). In zo'n geval spreken we van een Mott-isolator.

## Biografie
Mott werd geboren in Leeds als oudste van de twee kinderen van Charles Francis en Lilian Mary (Reynolds) Mott, die elkaar ontmoet hadden toen ze beide werkten in het Cavendish-laboratorium onder J.J. Thomson. Toen hij zes jaar oud was verhuisde het gezin Mott naar Stafford, waar hij tot aan zijn tiende levensjaar thuis werd onderwezen door zijn moeder omdat zijn ouders bezorgd waren om zijn gezondheid.
Mott studeerde wiskunde en theoretische natuurkunde in Cambridge. Aansluitend verrichtte hij onderzoek aan de universiteit van Cambridge onder Ralph Fowler, daarna bij Niels Bohr in Kopenhagen en vervolgens in Göttingen bij Max Born. Na een jaar als lecturer in Manchester bij William Lawrence Bragg en aansluitend een jaar als lecturer in Cambridge werd hij hoogleraar theoretische natuurkunde aan de universiteit van Bristol en later hoofd van het natuurkunde instituut aldaar. In 1954 keerde hij terug naar Cambridge als Cavendish Professor of Physics, een positie die hij behield tot aan zijn pensionering in 1971.
Tussen 1930 en 1940 hield Mott zich onder andere bezig met atomaire botsingsprocessen, de effecten van licht op fotografische emulsies, de theorie van overgangsmetalen en met de hardheid van metaallegeringen. Tijdens de Tweede Wereldoorlog was Mott in Londen werkzaam binnen het militaire onderzoek. Na de oorlog hield hij zich bezig met oxidatieprocessen bij lage temperatuur en metaal-isolator overgangen. Rond het midden van de jaren zestig begon zijn werk met betrekking tot de elektronenstructuur van wanordelijke materialen dat hem in 1977 de Nobelprijs opleverde. Hiertoe behoren halfgeleiders waarin veel vreemde atomen opgelost zijn.
Verder werd hij onderscheiden met de Royal Society's Hughes Medal (1941), de Royal Medal (1953) en de Copley Medal (1972) naast vele andere prijzen en eredoctoraten.

## Werken
Van de hand van Sir Nevill Mott verschenen een groot aantal boeken waaronder "Theory of atomic collisions" (samen met H.S.W. Massey), "Metal-insulator transitions", "Electronic processes in ionic crystals" (samen met R.W. Gurney), "Electronic processes in non-crystalline materials" (samen met W.A. Davis) en het autobiografische "A life in science".
Naast zijn interesse in natuurkunde had Sir Nevill Mott een grote belangstelling voor religieuze vraagstukken hetgeen onder andere tot uiting komt in het boek "Can scientists believe" dat onder zijn redactie tot stand kwam.